# Fałszywa twardziel
Fałszywa twardziel – ciemniej zabarwiona, wewnętrzna strefa beztwardzielowych gatunków drzew. Fałszywa twardziel należy do wad drewna z grupy zabarwień.

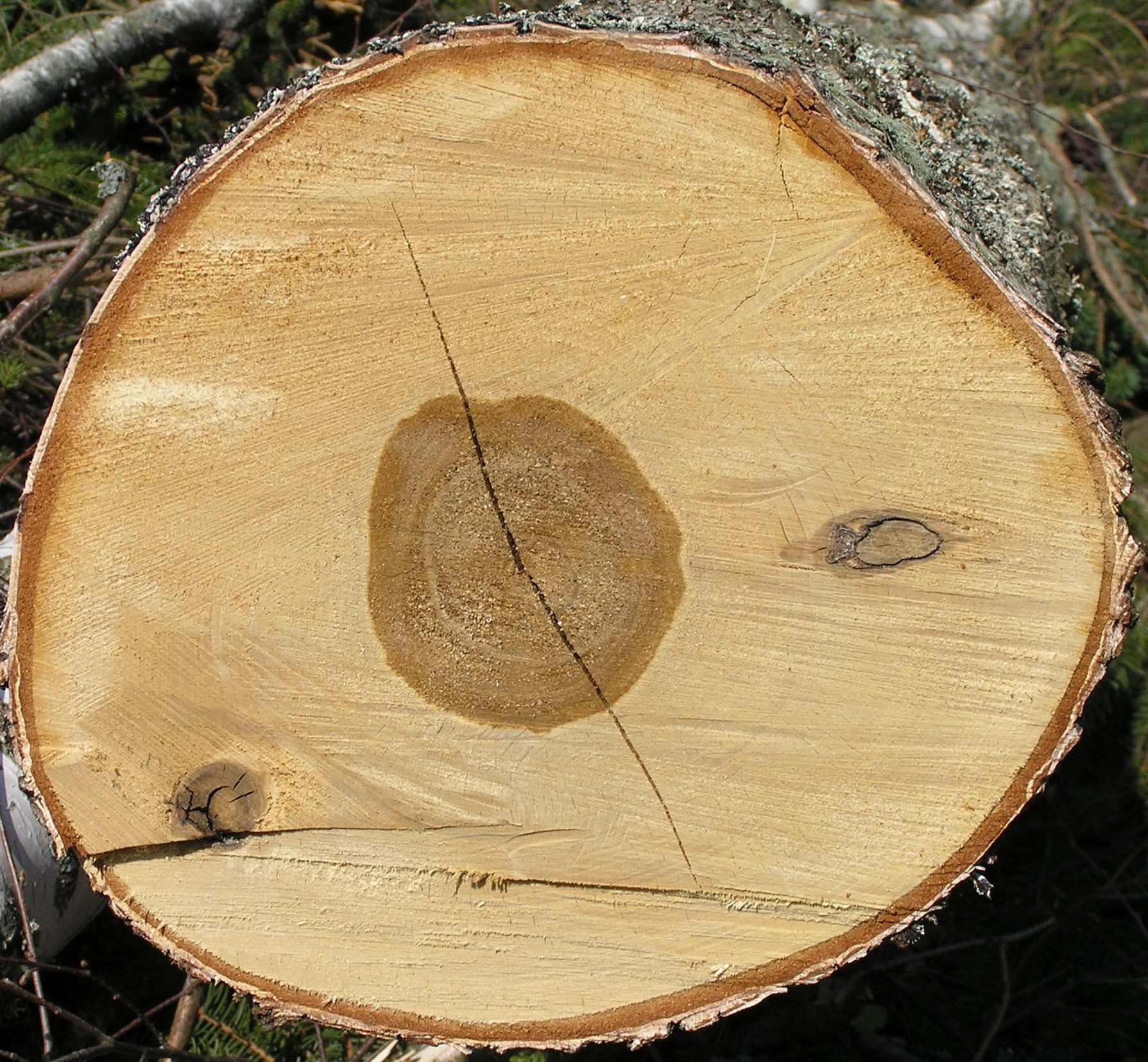
Fałszywa twardziel u brzozy na przekroju poprzecznym
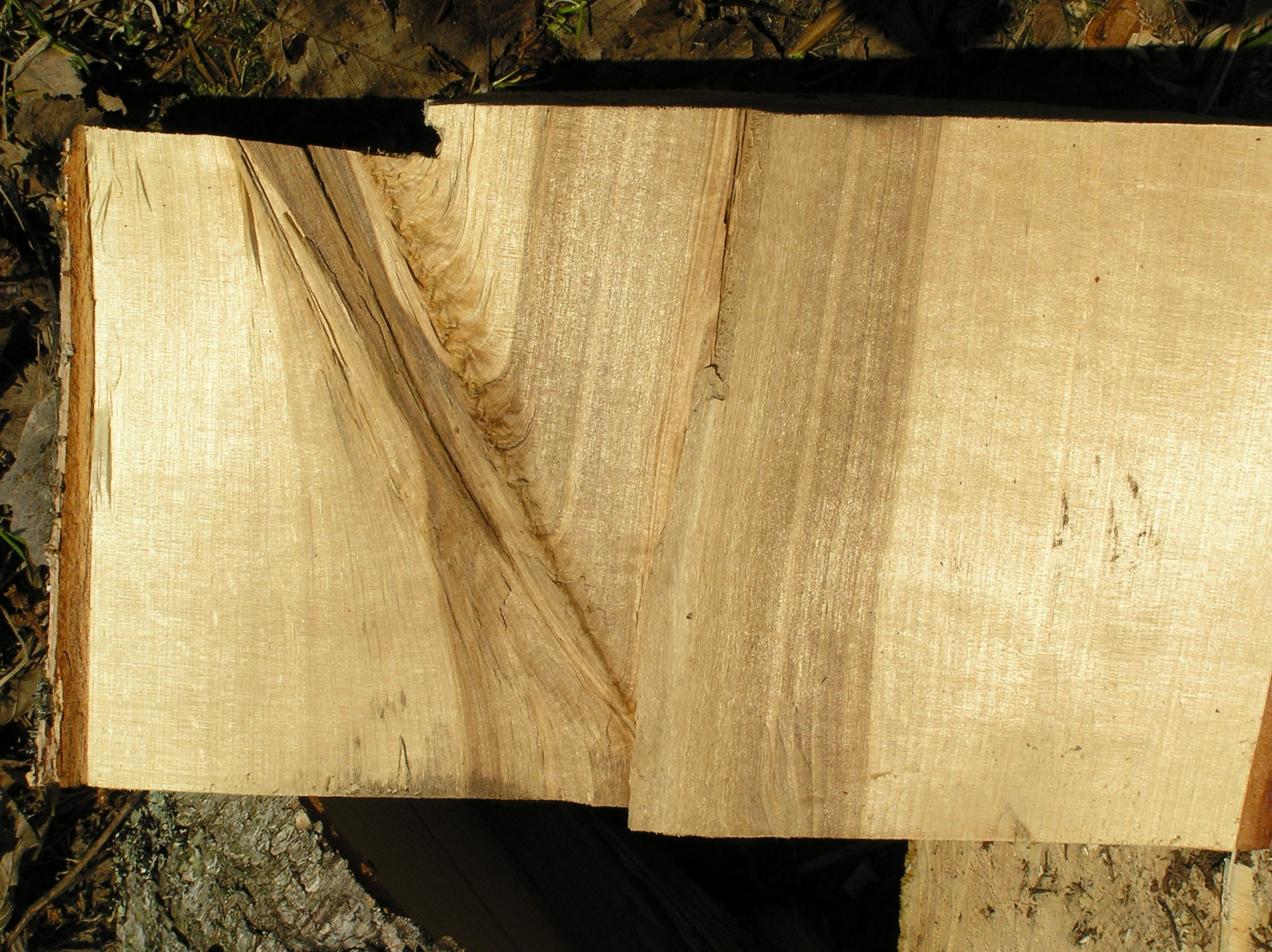
Fałszywa twardziel u brzozy na przekroju promieniowym
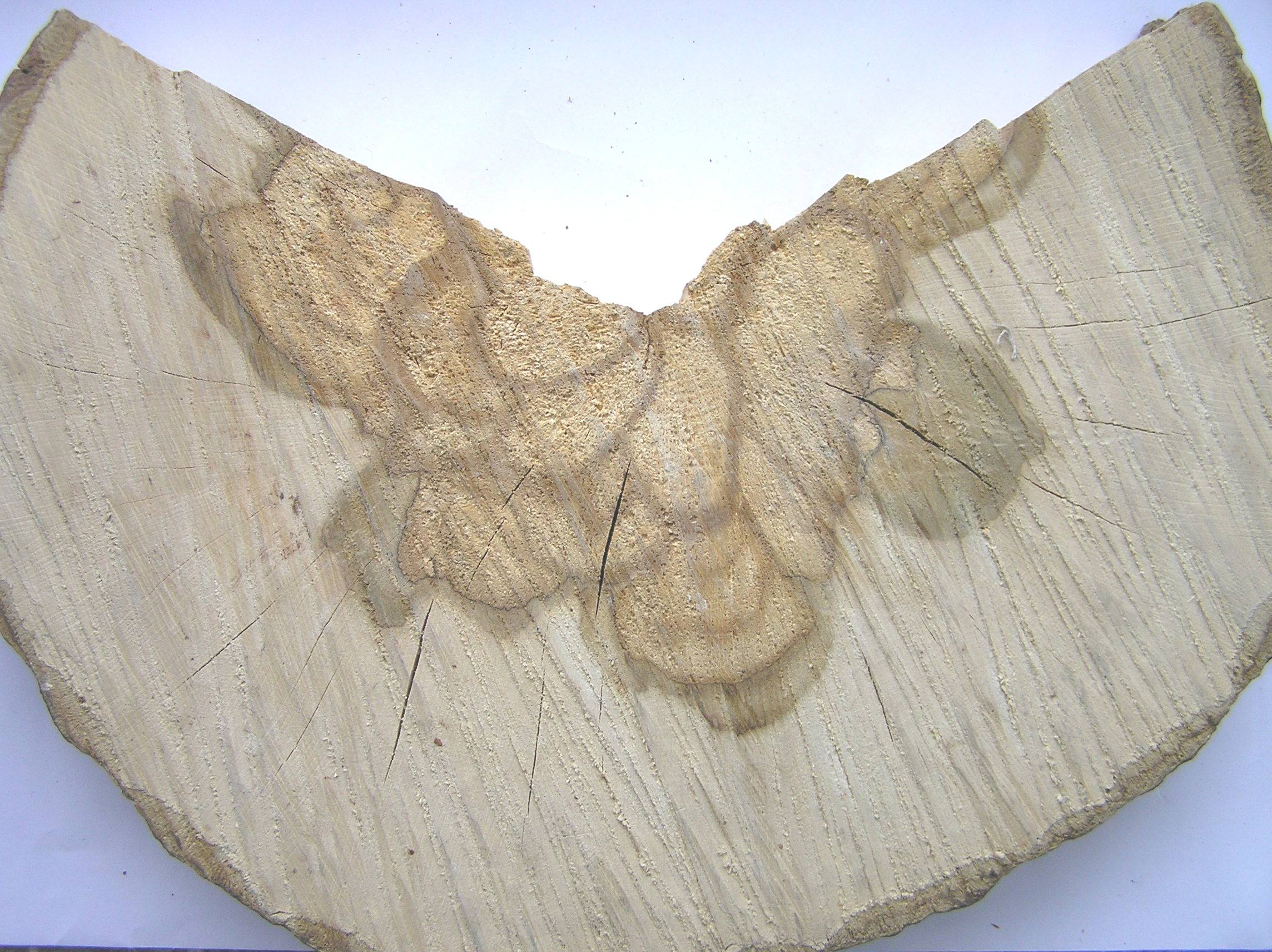
Fałszywa twardziel u grabu na przekroju poprzecznym
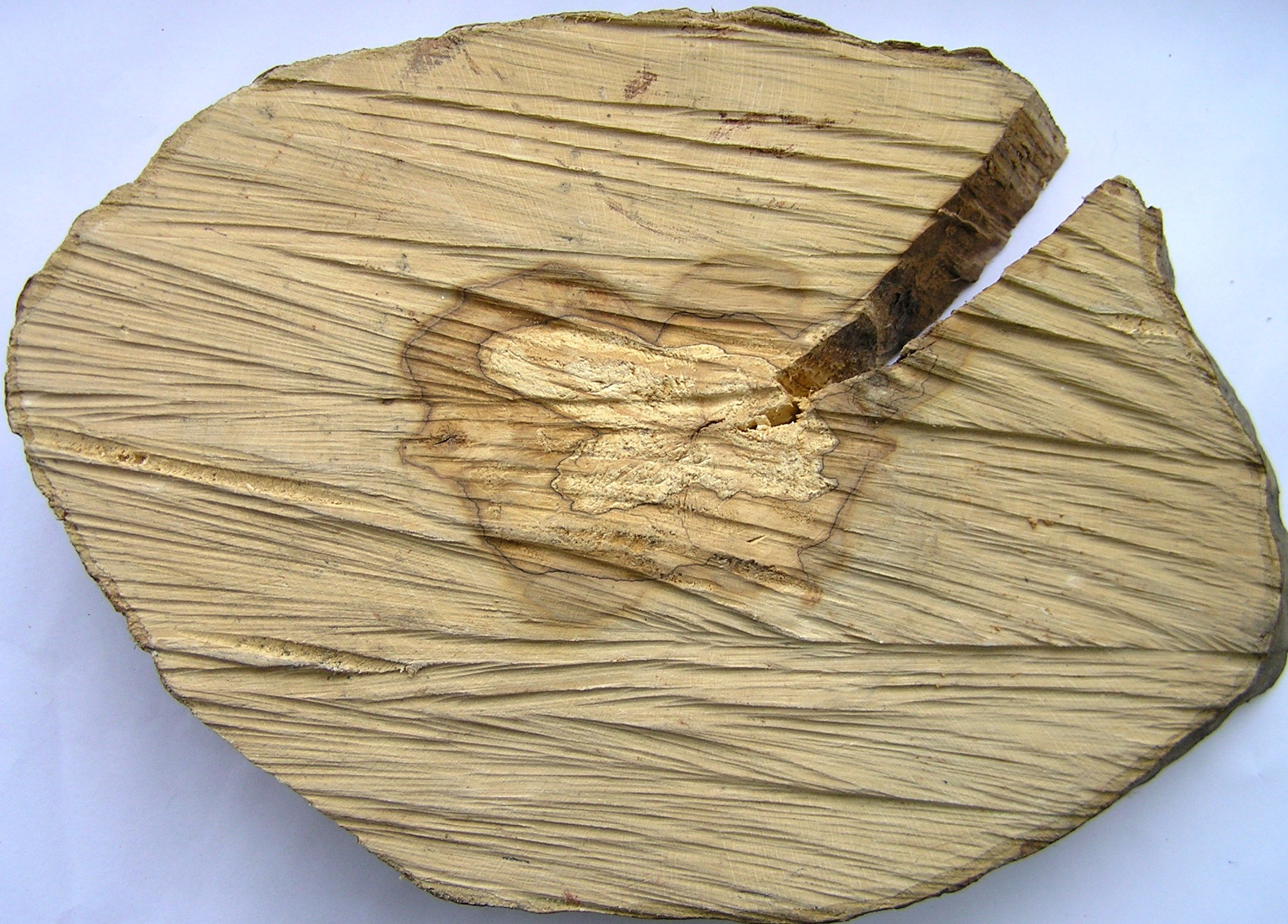
Fałszywa twardziel u grabu na przekroju poprzecznym
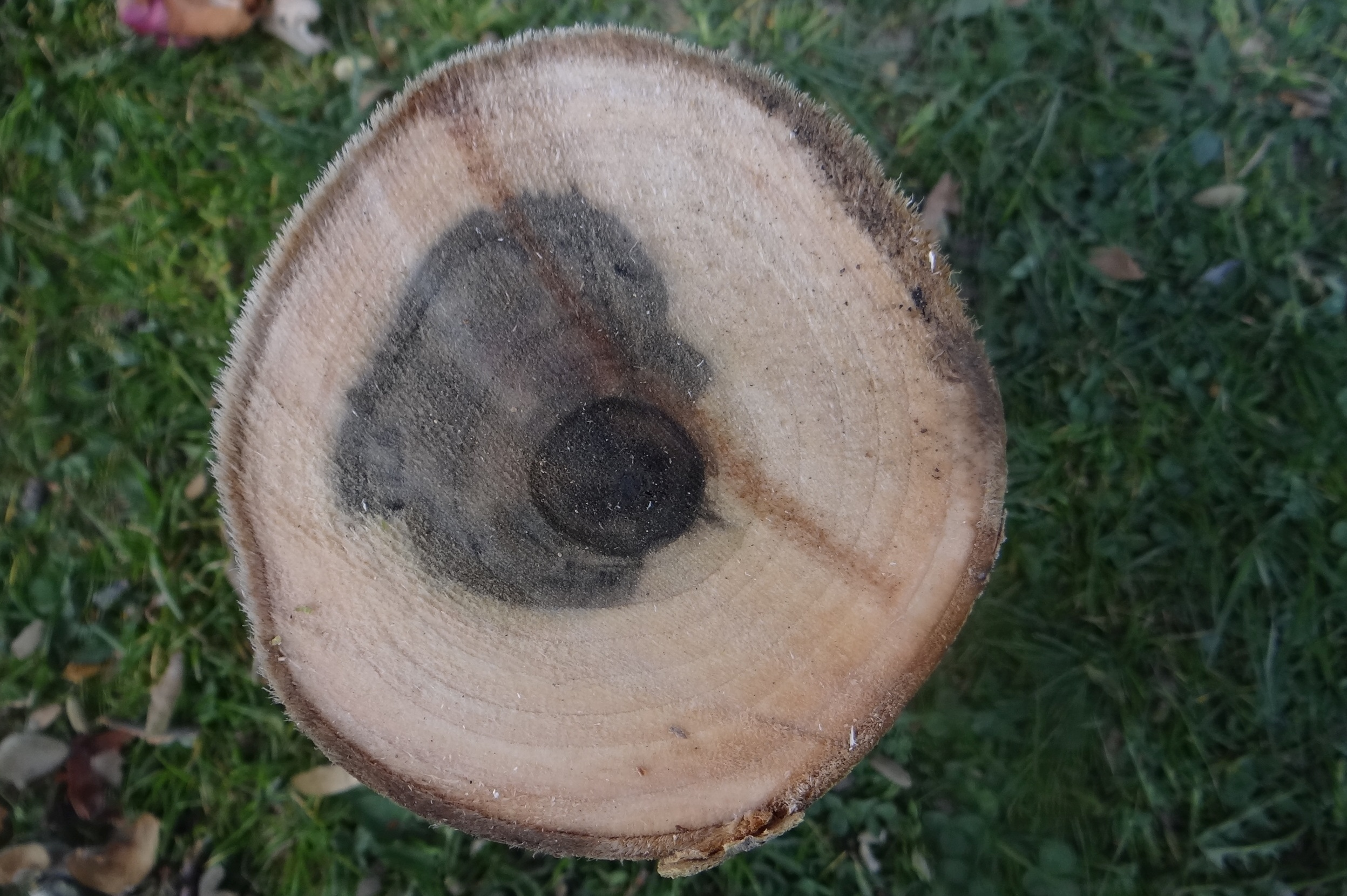
Fałszywa twardziel u magnolii pośredniej
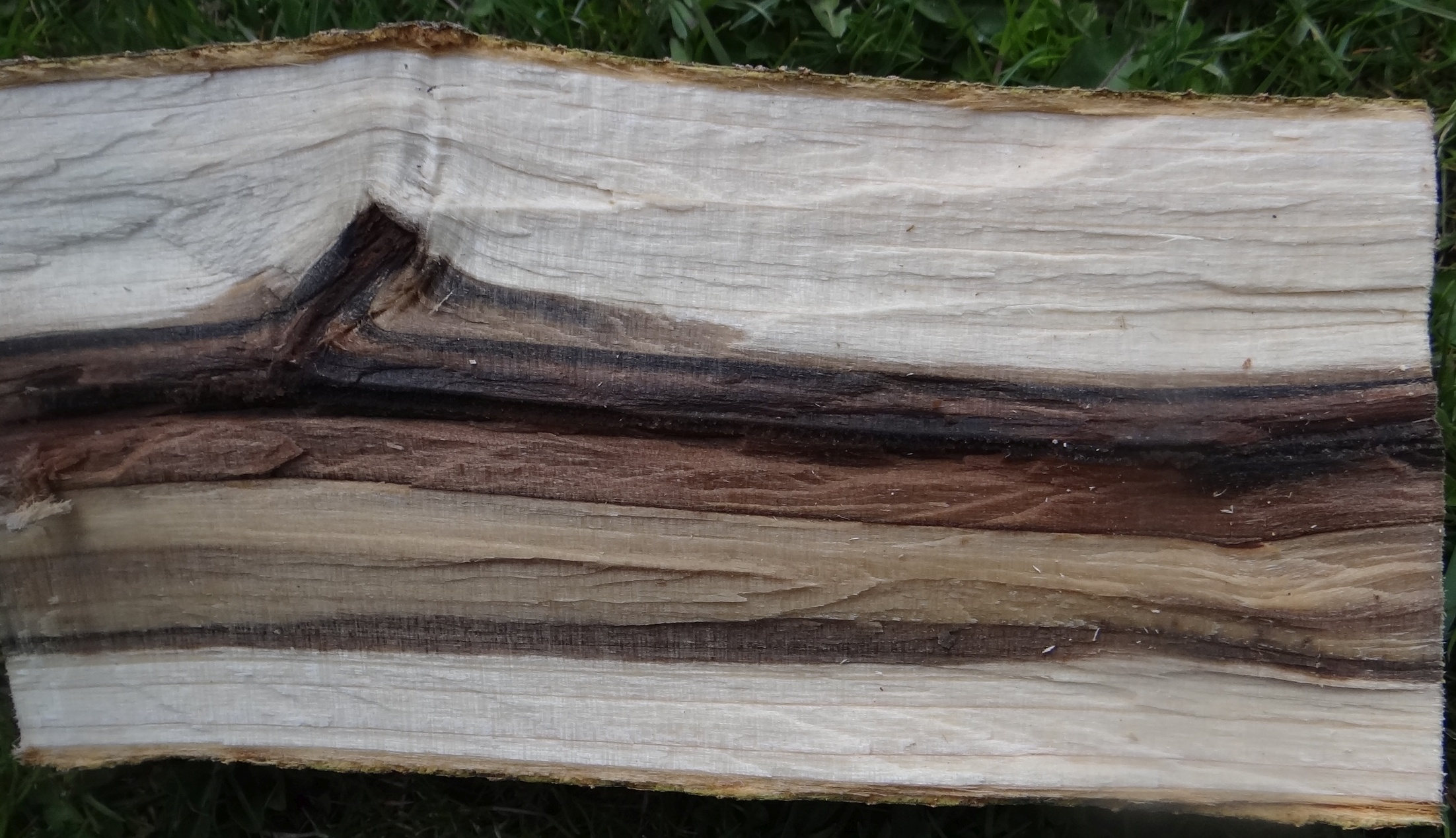
Fałszywa twardziel u magnolii pośredniej